# Хорхе Олаечеа
Хорхе Олаечеа (ісп. Jorge Olaechea, нар. 27 серпня 1958, Іка) — перуанський футболіст, що грав на позиції півзахисника.
Виступав, зокрема, за клуби «Альянса Ліма» та «Спортінг Крістал», а також національну збірну Перу.

## Клубна кар'єра
Розпочав грати у футбол в клубі «Хосе Карлос Маріатегі» з рідного міста Іка. У вищому дивізіоні дебютував 1978 року виступами за команду «Альянса Ліма», в якій провів п'ять сезонів і в першому ж сезоні виграв з командою титул чемпіона Перу.
Згодом з 1986 по 1988 рік грав у Колумбії за команди «Індепендьєнте Медельїн» та «Депортіво Калі», після чого повернувся на батьківщину і виступав за «Спортінг Крістал».
Завершив ігрову кар'єру у команді «Болівар», за яку виступав протягом 1991—1992 років, вигравши чемпіонат Болівії в обох сезонах.

## Виступи за збірну
11 липня 1979 року дебютував в офіційних матчах у складі національної збірної Перу в поєдинку проти Еквадору (2:1), а вже восени поїхав з командою на вирішальні матчі розіграшу Кубка Америки 1979 року проти Чилі, де перуанці поступились (1:2, 0:0) і не вийшли до фіналу, а Олаечеа зіграв в обох матчах.
Згодом у складі збірної був учасником чемпіонату світу 1982 року в Іспанії, де зіграв у всіх трьох матчах — з Камеруном (0:0), з Італією (1:1) та з Польщею (1:5), але команда не подолала груповий етап. Надалі зіграв зі збірною на трьох поспіль Кубках Америки — 1983 року у різних країнах, на якому команда здобула бронзові нагороди, 1987 року в Аргентині та 1989 року у Бразилії.
Загалом протягом кар'єри у національній команді, яка тривала 11 років, провів у її формі 58 матчів, забивши 2 голи.

## Титули і досягнення
- Чемпіон Перу (1):

«Альянса Ліма»: 1978
- Чемпіон Болівії (2):

«Болівар»: 1991, 1992